# Lago Reindeer
O lago Reindeer (em inglês:  Reindeer Lake) é um lago do Canadá Ocidental, na fronteira entre as províncias de Saskatchewan e Manitoba, estando a sua superfície maioritariamente em Saskatchewan. É o segundo maior desta província e o nono maior do Canadá.  O seu nome parece ser uma tradução de um nome algonquino. 
Tem mais de 5500 pequenas ilhas. A leste fica o município de Kinoosao, a norte o de Brochet e a sul o de Southend. As águas drenam para sul pelo rio Reindeer e por um dique, vertendo pouco depois no rio Churchill para norte até à baía de Hudson. Recebe as águas de 96 rios.
A pesca e o turismo são importantes na região. As águas claras e em média pouco profundas do lago tornam-no um paraíso para os pescadores com cana.